# Clemens Prasser

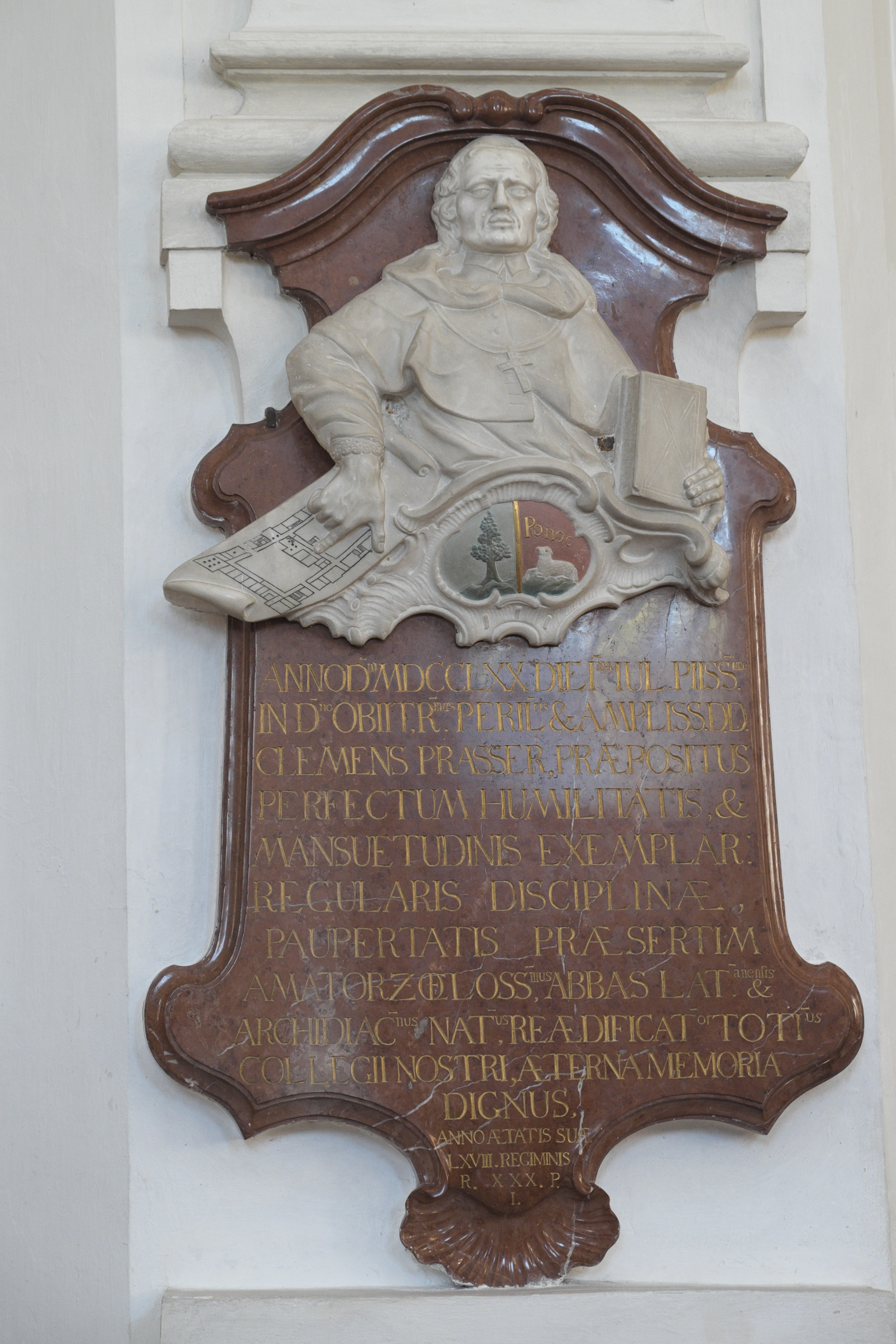
Epitaph für Clemens Prasser in der ehemaligen Stiftskirche Mariä Geburt in Rottenbuch

Clemens Prasser (* 13. März 1703 in Polling, Kurfürstentum Bayern als Johann Prasser; † 1. Juli 1770 in Rottenbuch) war ein deutscher Geistlicher und Propst des Augustiner-Chorherren-Stifts Rottenbuch. Heute ist Rottenbuch eine Gemeinde im oberbayerischen Landkreis Weilheim-Schongau.

## Leben
Joseph Prasser, Bruder des Fürstenzeller Abtes Otto Prasser, trat nach dem Gymnasialabschluss 1722 am Jesuitengymnasium München (heute: Wilhelmsgymnasium München) als Novize in das Augustiner-Chorherren-Stift Rottenbuch ein. Bei seiner Profess 1723 erhielt den Klosternamen Clemens.
Clemens Prasser war als Nachfolger des Patritius Oswald von 1740 bis zu seinem Tod 1770 Propst des Chorherrenstifts. Unter Clemens Prasser wurde folgende Ausstattung in der Stiftskirche fertiggestellt: Kanzel (1743), Stuck und Fresken im Langhaus (1744), Taufstein mit Rokokogitter (1745), sechs Seitenaltäre im Langhaus (1745/45), Orgel und Chororgel in der Vierung (1746/48) und der Hochaltar (1749/52).
Nach dem Tod Clemens Prassers wurde in der Stiftskirche ein Epitaph aus Rotmarmorstein für ihn errichtet. Die Inschrift unter dem Reliefbrustbild und seinem Wappen lautet:
Anno Dmi. MDCCLXX. DIE I. JULII PIISSIME IN Dno. OBIIT Rmus. PERILLUSTRISSIMUS ET AMPLISSIMUS D.D. CLEMENS PRASSER PERFECTUM HUMILITATIS ET MANSUETUDINIS EXEMPLAR, REGULARIS DISCIPLINAE PAUPERTATIS PRAESERTIM AMATOR ZELOSISSIMUS, ABBAS LATERANENSIS, ARCHIDIACONUS NATUS, REAEDIFICATOR TOTIUS COLLEGII NOSTRI, AETERNA MEMORIA DIGNUS ANNO AETATIS SUAE LXVIII. REGIMINIS XXX. R.I.P..
„Im Jahr des Herrn 1770, am 1. Juli, starb fromm im Herrn der hochehrwürdige und erlauchte Herr, Herr Clemens Prasser, ein vollkommenes Beispiel der Demut und Sanftmut, ein eifriger Liebhaber der regelgemäßen Disziplin, besonders der Armut, lateranensischer Abt, geborener Archidiakon, Wiedererbauer unseres gesamten Stifts, ewigen Gedenkens würdig, im Alter von 68 Jahren, im 30. Jahr seiner Amtszeit. Er ruhe in Frieden.“